# Peponidium venulosum
Peponidium venulosum är en måreväxtart som först beskrevs av Louis Hyacinthe Boivin och Henri Ernest Baillon, och fick sitt nu gällande namn av Razafim., Lantz och Birgitta Bremer. Peponidium venulosum ingår i släktet Peponidium och familjen måreväxter.
Artens utbredningsområde är Komorerna. Inga underarter finns listade i Catalogue of Life.